# Taraxacum gentile
Taraxacum gentile — вид квіткових рослин з родини айстрових (Asteraceae). Вид зростає в Європі: Фінляндія, Німеччина, Швейцарія, Австрія, Польща, Чехія, північнозахідноєвропейська Росія; це багаторічна рослина помірних біомів.

## Опис
Рослина з вузьким листками, супротивно-ланцетного обрису, середньо- або темно-зеленого кольору, слабоволосисті, глибоко й рівномірно лопатеві. Бічних часток — 6–7 пар, верхній їхній край часто з великим зубцем, нижній край зазвичай цільний. Міждолі зелені (без темних плям), зазвичай U-подібні. Верхівкова частка не більша за бокові. Черешок листя червоний або рожевий, часто блискучий, вузькокрилий. Кошик опуклий, 4–5 см у діаметрі, квітки темно-жовті, смужка на зовнішніх квітках червоно-сіра, зубчики внутрішніх квіток жовті. Сім'янки 4,2-4,5 мм завдовжки.